# لاسلو فيكيت
لاسلو فيكيت (بالمجرية: Fekete László)‏ (ولد 14 أبريل 1954 ببودابست في المجر - وتوفي 4 مارس 2014 ببودابست في المجر) هو لاعب كرة قدم مجري في مركز الهجوم. شارك مع منتخب المجر لكرة القدم. أما مع النوادي، فقد لعب مع شتورم غراتس ونادي أويبست وKomlói Bányász SK ‏ وVolán FC ‏.

## وصلات خارجية
- لاسلو فيكيت على موقع الاتحاد الأوربي (الإنجليزية)
- لاسلو فيكيت على موقع قاعدة بيانات كرة القدم.إي يو (الإنجليزية)
- لاسلو فيكيت على موقع ناشيونال فوتبول تيمز (الإنجليزية)
- لاسلو فيكيت على موقع عالم كرة القدم.نت (الإنجليزية)